# Manuel Esparza Sanz
Manuel Esparza Sanz (Sabadell, 3 de desembre de 1951) és un ciclista català, ja retirat, que fou professional entre 1974 i 1982. Els seus principals èxits esportius foren una victòria d'etapa a la Volta a Espanya de 1980 i el campionat d'Espanya en ruta de 1977.
És germà del també ciclista Antoni Esparza.

## Palmarès
- 1973
  - 1r al Cinturó de Mallorca
- 1977
  - Campió d'Espanya en ruta
- 1979
  - 1r al Gran Premi Pascuas
- 1980
  - Vencedor d'una etapa de la Volta a Espanya
  - Vencedor d'una etapa de la Volta a Euskadi
- 1981
  - 1r a la Volta a Cantàbria i vencedor d'una etapa

### Resultats a la Volta a Espanya
- 1974. 41è de la classificació general
- 1975. 17è de la classificació general
- 1976. 24è de la classificació general
- 1978. 14è de la classificació general
- 1979. 16è de la classificació general
- 1980. 11è de la classificació general. Vencedor d'una etapa

### Resultats al Tour de França
- 1977. Abandona (5a etapa)
- 1979. Abandona (3a etapa)
- 1980. Abandona (3a etapa)

### Resultats al Giro d'Itàlia
- 1976. 49è de la classificació general
- 1977. 47è de la classificació general